# Dugaldia emmilta
Dugaldia emmilta è un pesce osseo estinto, appartenente agli ittiodectiformi. Visse nel Cretaceo inferiore (Albiano, circa 102 milioni di anni fa) e i suoi resti fossili sono stati ritrovati in Australia. 

## Descrizione
Questo pesce era di grosse dimensioni, e doveva superare il metro di lunghezza. Come tutti i rappresentanti degli ittiodectiformi, doveva avere un corpo allungato e slanciato. La testa era alta e corta, ed era dotata di un condilo occipitale tripartito. Come gli altri ittiodectiformi, anche Dugaldia possedeva strane mascelle che, a differenza di quelle della maggior parte dei teleostei, non avevano un movimento che le faceva sporgere in avanti ma si allargavano lateralmente, grazie a un sistema di perni situati nella parte anteriore della mascella superiore. In Dugaldia questo sistema era portato all'estremo, perché consentiva alla bocca di aprirsi lateralmente di una larghezza corrispondente al doppio della larghezza del cranio. L'aspetto dell'animale deve essere stato sorprendente anche a causa della presenza di una serie di piccoli denti situati all'interno della mandibola, che non dovevano essere visibili e funzionali fino all'apertura della bocca.

## Classificazione
Dugaldia emmilta venne descritto per la prima volta da Lees nel 1990, sulla base di resti fossili incompleti ritrovati nella formazione Toolebuc in Queensland, risalente all'Albiano. Inizialmente Dugaldia venne indicato genericamente come un rappresentante dei Neoteleostei, un grande gruppo di pesci ossei comprendente migliaia di specie attuali. Solo un nuovo studio compiuto nel 2019 e comprendente anche altri fossili più completi permise di comprendere completamente l'anatomia di questo animale e di chiarirne la classificazione. Secondo lo studio del 2019, Dugaldia era un membro degli ittiodectiformi, un gruppo di pesci predatori tipici dei mari del Cretaceo. In particolare, Dugaldia è considerato il sister taxon di un clade composto da Ogunichthys e gli Ichthyodectoidei. 

## Paleoecologia
Non è chiara la funzione della particolare bocca di Dugaldia, eccezionalmente estensibile in senso laterale. E' possibile che un pesce predatore come Dugaldia fosse avvantaggiato dall'enorme apertura boccale. Un raffronto con un piccolo pesce attuale dotato di una struttura simile (Neoclinus blanchardi) ha portato a ipotizzare che la strana struttura delle mascelle potesse anche avere una funzione nella comunicazione intraspecifica: gli attuali N. blanchardi combattono tra loro spalancando le bocche per cercare di terrorizzare l'avversario. 